# Plainfield (Nueva York)
Plainfield es un pueblo ubicado en el condado de Otsego en el estado estadounidense de Nueva York. En el año 2000 tenía una población de 986 habitantes y una densidad poblacional de 13 personas por km².

## Geografía
Plainfield se encuentra ubicado en las coordenadas 42°49′13″N 75°11′50″O / 42.82028, -75.19722.

## Demografía
Según la Oficina del Censo en 2000 los ingresos medios por hogar en la localidad eran de $34,500 y los ingresos medios por familia eran $36,667. Los hombres tenían unos ingresos medios de $28,188 frente a los $21,181 para las mujeres. La renta per cápita para la localidad era de $14,768. Alrededor del 12.4% de la población estaban por debajo del umbral de pobreza.